# 松井直吉
松井 直吉（まつい なおきち、1857年8月14日（安政4年6月25日） - 1911年（明治44年）2月1日）は明治時代の日本の化学者。理学博士。
第三高等中学校（京都大学の前身の一つ）教頭、文部省専門学務局長、東京化学会（日本化学会の前身の一つ）会長、東京帝国大学（東京大学の前身）農科大学長・総長を歴任した。

## 略歴
- 1857年（安政4年）：誕生。本名は和田直吉。美濃国大垣藩（現岐阜県大垣市）出身。
- 1864年（元治元年）：大垣藩藩校の敬教堂（現大垣市立興文小学校）に入学。
- 1871年（明治4年）：大垣藩の命により、大学南校（現・東京大学）に入学。
- 1872年（明治5年）：同藩士で、戊辰戦争の白河で跡取りの松井於菟蔵が明治元年4月25日に18歳の若さで戦死した松井家の養子となり、松井直吉に改名する。
- 1875年（明治8年）：コロンビア大学鉱山学科に留学。
- 1880年（明治13年）：帰国。東京大学理学部講師に就任する（翌年教授に就任）。
- 1886年（明治19年）：帝国大学工科大学（現・東京大学工学部）教授。
- 1887年（明治20年）：第三高等学校に赴任。
- 1890年（明治23年）：理学博士号を授与される。帝国大学農科大学学長に就任。
- 1905年（明治38年）12月2日：東京帝国大学総長を兼任[1]。しかしわずか13日で総長を12月14日に辞職[2]。帝国大学農科大学学長は辞職せず、死去するまで務めている。
- 1907年（明治40年）：文展審査員となる。
- 1911年（明治44年）2月1日：市谷加賀町の自宅で死去[3]。墓所は品川の海晏寺。

## その他
- 少年期から学力優秀であったという。また多趣多芸であり、書画骨董にも精通していたという。
- 絵を描くのが得意であり、精通していたという。フェノロサとも親交があったという。

以上のことから文展審査員となっている。

## 家族
弟は国文学者の和田万吉。
また、松井は8男8女の計16子をもうけているが、8男で山上家の養子となった山上八郎は、日本の甲冑についての研究で知られている。

## 栄典・授章・授賞
位階
- 1886年（明治19年）7月8日 - 正六位[4]
- 1900年（明治33年）8月20日 - 従四位[5]
- 1911年（明治44年）2月1日 - 従三位[3]

勲章等
- 1898年（明治31年）12月28日 - 勲四等瑞宝章[6]
- 1901年（明治34年）6月27日 - 勲三等瑞宝章[7]
- 1906年（明治39年）4月1日 - 旭日中綬章[8]
- 1908年（明治41年）6月25日 - 勲二等瑞宝章[9]
- 1911年（明治44年）2月1日 - 旭日重光章[3]

## 関連文献
- 「東京帝国大学農科大学教授正四位勲二等理学博士松井直吉旭日重光章加授ノ件」（国立公文書館所蔵 「叙勲裁可書・明治四十四年・叙勲巻一」）
- 古在由直 「理学博士松井直吉君略伝」（『東京化学会誌』第32帙、1911年）
- 横井時敬 「鳴呼学長松井直吉君」（『農学会報』第104号、農学会、1911年3月）
  - 大日本農会編纂 『横井博士全集 第五巻』 横井全集刊行会、1925年7月
- 「松井直吉」（内尾直二編輯 『第三版 人事興信録』 人事興信所、1911年4月）
- 「松井直吉」（杉浦秋次郎編纂 『岐阜県郷土偉人伝』 岐阜県郷土偉人伝編纂会、1933年12月）
- 「化学研究の開拓者 松井直吉」（唐沢富太郎著 『貢進生 : 幕末維新期のエリート』 ぎょうせい、1974年12月 ／ 唐沢富太郎著 『唐沢富太郎著作集 第4巻 貢進生 人生・運命・宗教』 ぎょうせい、1990年10月、ISBN 4324016259）
  - 「松井直吉 : 化学研究の開拓者」（唐沢富太郎編著 『図説 教育人物事典 : 日本教育史のなかの教育者群像 中巻』 ぎょうせい、1984年4月）